# George Jackson
George Jackson (* 20. února 2000) je novozélandský profesionální silniční a dráhový cyklista jezdící za UCI ProTeam Burgos BH.

## Hlavní výsledky

### Silniční cyklistika
2021
Tour of Southland
 vítěz sprinterské soutěže
2022
Tour of Southland
 vítěz vrchařské soutěže
vítěz prologu (TTT)
Joe Martin Stage Race
 vítěz vrchařské soutěže
New Zealand Cycle Classic
7. místo celkově
2023
Kolem jezera Tchaj-chu
 celkový vítěz
 vítěz bodovací soutěže
 vítěz soutěže mladých jezdců
vítěz etap 3 a 4
Tour de Langkawi
vítěz 3. etapy
Kolem Chaj-nanu
vítěz 1. etapy
Národní šampionát
2. místo kritérium
Mistrovství Oceánie
6. místo silniční závod
Tour du Loir-et-Cher
7. místo celkově

### Dráhová cyklistika
2018
Mistrovství světa juniorů
 vítěz týmové stíhačky
2021
Národní šampionát
 vítěz scratche
2022
Národní šampionát
2. místo omnium
2023
Mistrovství Oceánie
 vítěz bodovacího závodu
 2. místo scratch
 2. místo týmová stíhačka
 2. místo madison (s Tomem Sextonem)
Národní šampionát
2. místo madison (s Corbinem Strongem)
UCI Nations Cup, Káhira
3. místo madison (s Tomem Sextonem)